# Bahrajnské královské námořnictvo
Bahrajnské královské námořnictvo je námořni složkou ozbrojených sil Bahrajnu. Jedná se o malé námořnictvo, které mělo k roku 2010 okolo 700 mužů. Námořnictvo vzniklo po zisku nezávislosti na Velké Británii v roce 1971. Dodnes je jeho hlavním úkolem hlídkování a obrana teritoriálních vod. Během války v Zálivu bylo součástí protiirácké koalice. Jádro jeho sil tvoří plavidla postavená v průběhu 80. let německou loděnicí Lürssen. Základnou námořnictva je přístav Mina Salman v hlavním městě Manama. Námořní letectvo tvoří dva vrtulníky MBB Bo 105.

## Vývoj

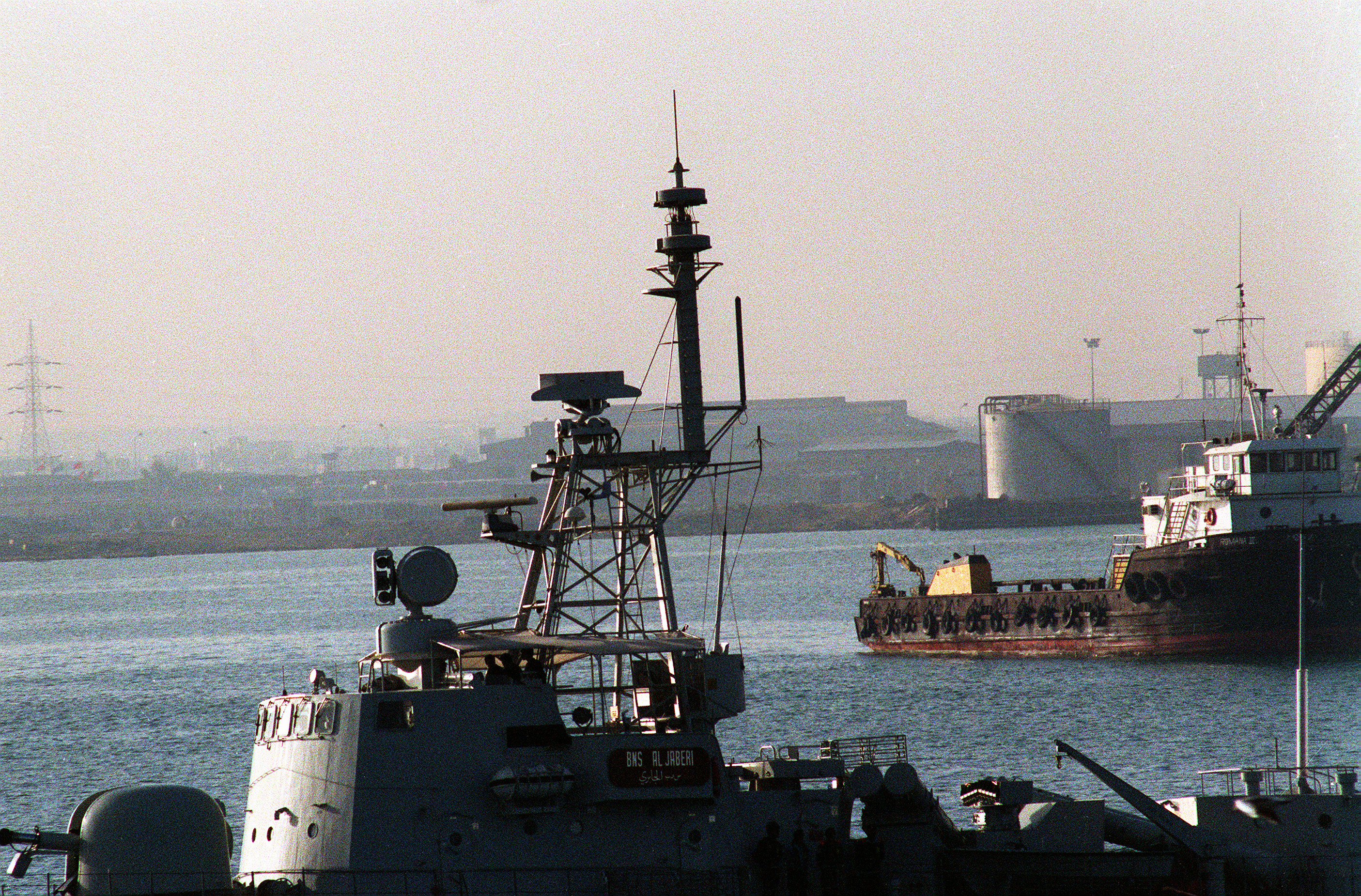
Raketový člun Al-Jabri v době války v Zálivu

Bahrajnské námořnictvo bylo založeno roku 1971. Jeho prvními plavidly se roku 1981 staly dva hlídkové čluny třídy Al Riffa postavené loděnicí Lürssen na základě typu FPB 38. Nedlouho poté země získala své první raketové čluny v podobě šesti jednotek typu Lürssen TNC 45 patřících k třídě Ahmed Al-Fateh. Jádro námořnictva na sklonku 80. let dotvořila dvojice lehkých korvet třídy Al Manama postavená opět v Německu, tentokrát na základě modelu Lürssen FPB 62.
Válečného konfliktu v Perském zálivu v roce 1991 se Bahrajn účastnil na straně protiirácké koalice. V roce 1996 pak jeho námořnictvo výrazně posílila fregata třídy O. H. Perry USS Jack Williams sloužící v Bahrajnu jako Sabha.

## Složení
Seznam plavidel bahrajnského námořnictva.

### Fregaty
- Třída Oliver Hazard Perry

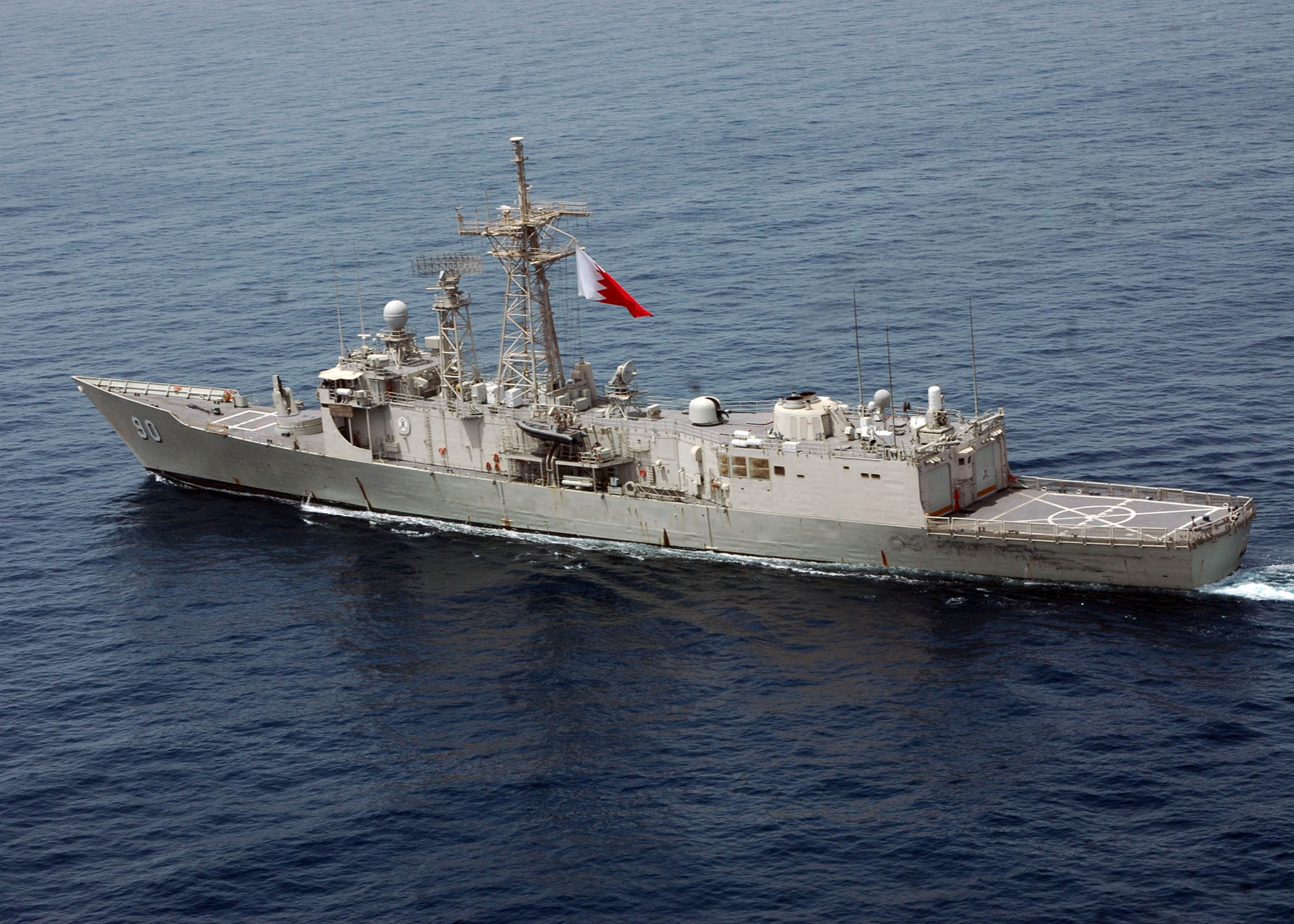
Raketová fregata Sabha

  - Sabha (90) – ex USS Jack Williams (FFG 24)

### Korvety
- Třída Al Manama (Lürssen FPB 62)
  - Al Manama (50)
  - Al Muharraq (51)

### Raketové čluny
- Třída Ahmed Al-Fateh (Lürssen TNC 45)
  - Ahmed Al-Fateh (20)
  - Al-Jabri (21)
  - Abdullah Al-Fadil (22)
  - Al Taweelah (23)

### Hlídkové lodě
- Třída River
  - Al-Zubara (80) (ex HMS Clyde)

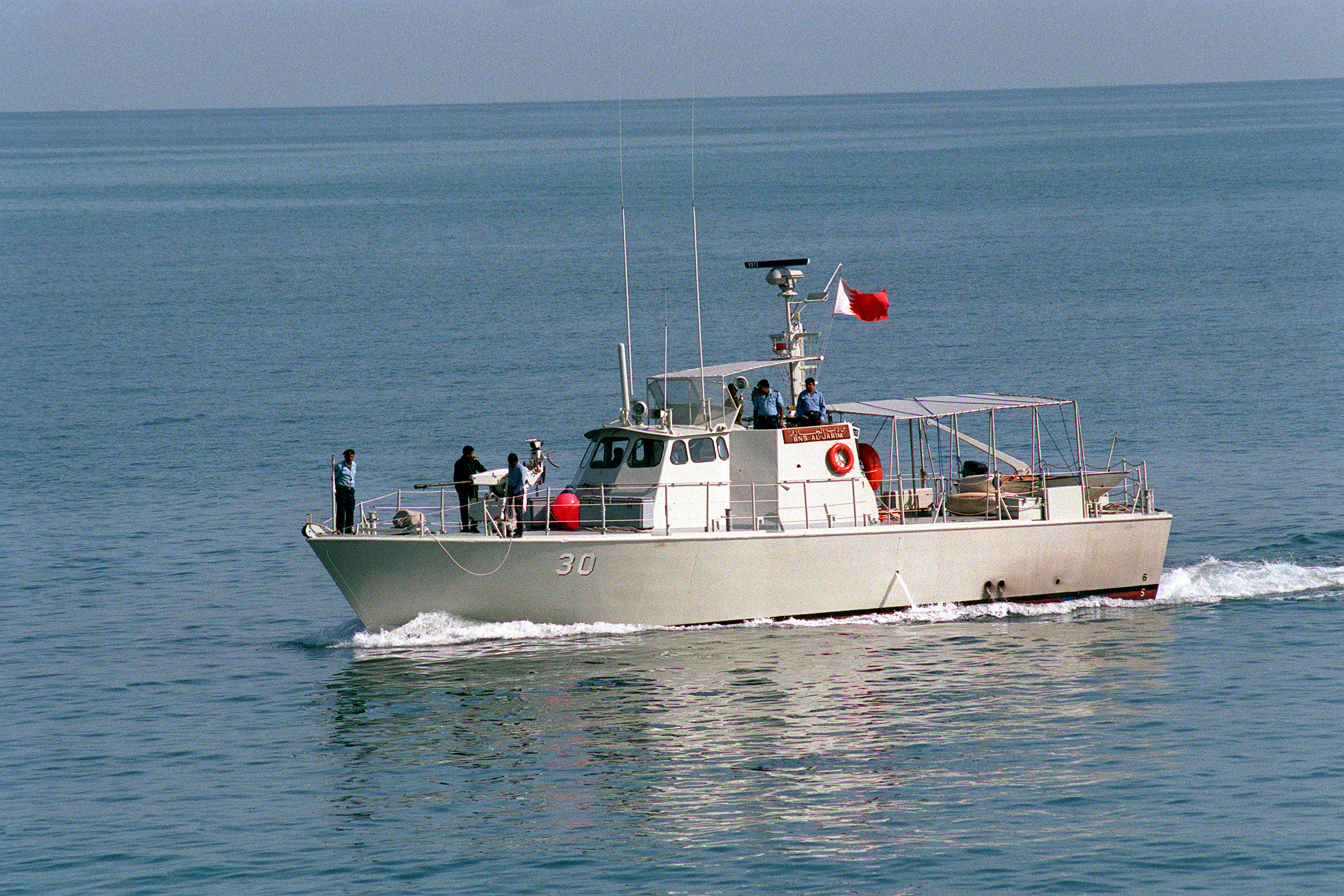
Hlídkový člun Al Jarim

- Třída Mashhoor (Swiftships FPV35) – (2 ks)[5]
  - Mashhoor (12)
  - Al-Areen (13)

- Mark V SOC (Al-Daibal, Askar, Jaww, Al-Hidd, Taghleeb)[5]

- Třída Al Riffa (Lürssen FPB 38)
  - Al Riffa (10)
  - Hawar (11)

- Třída Al Jarim – Swiftships 65 (2 ks)
  - Al Jarim (30)
  - Al Jasrah (31)